# Hitovi
Hitovi je kompilacijski album skupine Prljavo kazalište, ki je za srbsko tržišče izšel leta 1998 pri založbi Hi-Fi Centar. Album vsebuje izbor skladb od albuma Prljavo kazalište (1979) do albuma Devedeseta (1990).
Hitovi je ena izmed prvih izdaj Prljavega kazališta, ki je skupaj z albumom Balade izšla, po Domovinski vojni, v Srbiji. 

## Seznam skladb
Vse skladbe je napisal Jasenko Houra, razen kjer je posebej napisano.
| Št. | Naslov                                                                | Z albuma                | Dolžina |
| --- | --------------------------------------------------------------------- | ----------------------- | ------- |
| 1.  | „Crno bijeli svijet‟ (arr. Ivan Stančić)                              | Crno bijeli svijet 1980 | 3:11    |
| 2.  | „Mi plešemo‟                                                          | Crno bijeli svijet 1980 | 4:34    |
| 3.  | „Sve gradske bitange‟                                                 | Heroj ulice 1981        | 2:52    |
| 4.  | „Široke ulice‟                                                        | Heroj ulice 1981        | 4:35    |
| 5.  | „Sve je lako kad si mlad‟                                             | Korak od sna 1983       | 3:03    |
| 6.  | „Moderna djevojka‟ (arr. I. Stančić)                                  | Crno bijeli svijet 1980 | 3:56    |
| 7.  | „Ne zovi mama doktora‟                                                | Zlatne godine 1985      | 3:40    |
| 8.  | „Zlatne godine‟                                                       | Zlatne godine 1985      | 3:13    |
| 9.  | „Sladoled‟ (Olja Dubroja/ arr. J. Houra)                              | Zlatne godine 1985      | 2:44    |
| 10. | „Ja sam mladić u najboljim godinama‟                                  | Prljavo kazalište 1979  | 1:57    |
| 11. | „Sretno dijete‟                                                       | Prljavo kazalište 1979  | 2:06    |
| 12. | „Na posljednjoj tramvajskoj stanici‟                                  | Prljavo kazalište 1979  | 4:57    |
| 13. | „Marina‟                                                              | Zaustavite Zemlju 1988  | 3:37    |
| 14. | „Zaustavite Zemlju‟ (J. Houra, Marijan Brkić/J. Houra/M. Brkić)       | Zaustavite Zemlju 1988  | 3:30    |
| 15. | „Pod sretnom zvijezdom mi smo rođeni‟                                 | Zaustavite Zemlju 1988  | 3:35    |
| 16. | „Subotom uveče‟                                                       | Prljavo kazalište 1979  | 3:41    |
| 17. | „17 ti je godina tek‟ (Doc Pomus-Mort Shuman/Kurt Schwabach/J. Houra) | Crno bijeli svijet 1985 | 3:21    |
| 18. | „Dobar vjetar u leđa‟                                                 | Korak od sna 1983       | 3:50    |
| 19. | „Korak od sna‟                                                        | Korak od sna 1983       | 3:12    |
| 20. | „Pisma ljubavna‟ (arr. Mato Došen, Prljavo kazalište)                 | Devedeseta 1990         | 2:55    |
| 21. | „Strah od letenja‟ (arr. M. Došen, Prljavo kazalište)                 | Devedeseta 1990         | 4:09    |

## Zasedba

### Prljavo kazalište
- Jasenko Houra – kitara
- Tihomir Fileš – bobni
- Damir Lipošek – kitara (20, 21)
- Ninoslav Hrastek – bas kitara
- Mladen Bodalec – vokal (7–9, 13–15, 20, 21)
- Mladen Roško – klaviature (20, 21)
- Marijan Brkić – kitara (1–9, 13–15, 17–19)
- Davorin Bogović – vokal (1, 2, 5, 6, 10–12, 16–19)
- Zoran Cvetković – solo kitara (10–12, 16)

### Gostje
- Olja Dubroja – vokal (9)